# Na internetu niko ne zna da si pas
Na internetu niko ne zna da si pas (engl. On the Internet, nobody knows you're a dog) izreka je koja je nastala od teksta karikature Pitera Stajnera (Peter Steiner) u listu The New Yorker 5. jula 1993. Na karikaturi se nalaze dva psa od kojih jedan sedi na stolici ispred kompjutera i izgovara rečenicu drugom psu koji sedi na podu. Od 2000. ova tabla je najreprodukovanija karikatura lista The New Yorker, koja je Štajneru donela oko 50 hiljada dolara, od reprinata karikature.

## Napomene
1. ↑  Prema tekstu Anonimnosti na internetu, više nema.[1]

## Spoljašnje veze
- Vebsajt Pitera Stajnera (језик: енглески)